# Săsăuș, Sibiu
Săsăuș, mai demult Săsăus (în dialectul săsesc Sessenheousen, Zessnhauzn, în germană Sachsenhausen, în maghiară Szászház, Szászalamor) este un sat în comuna Chirpăr din județul Sibiu, Transilvania, România. Se află în partea de est a județului,  în Podișul Hârtibaciului.

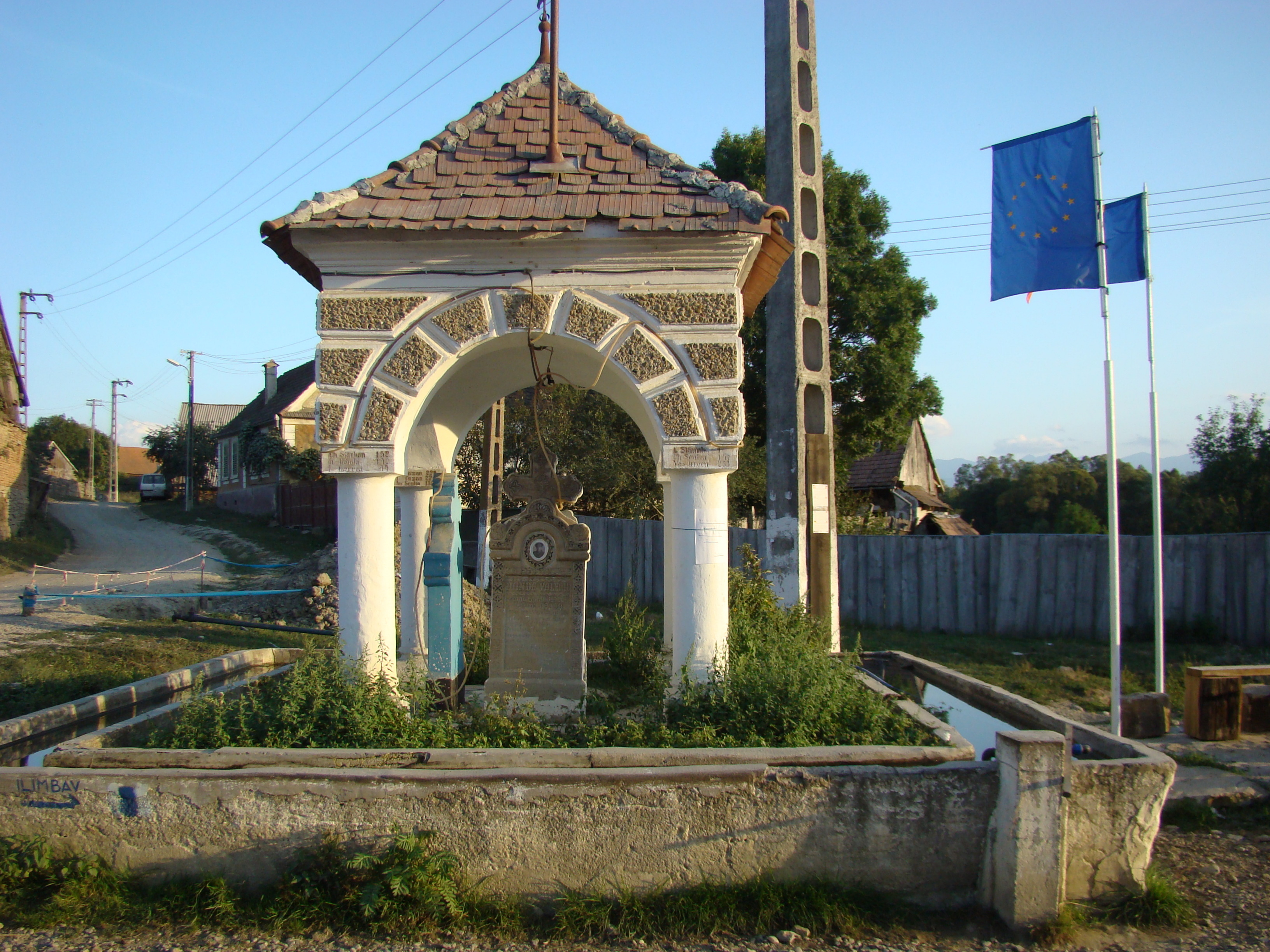
Monumentul Eroilor

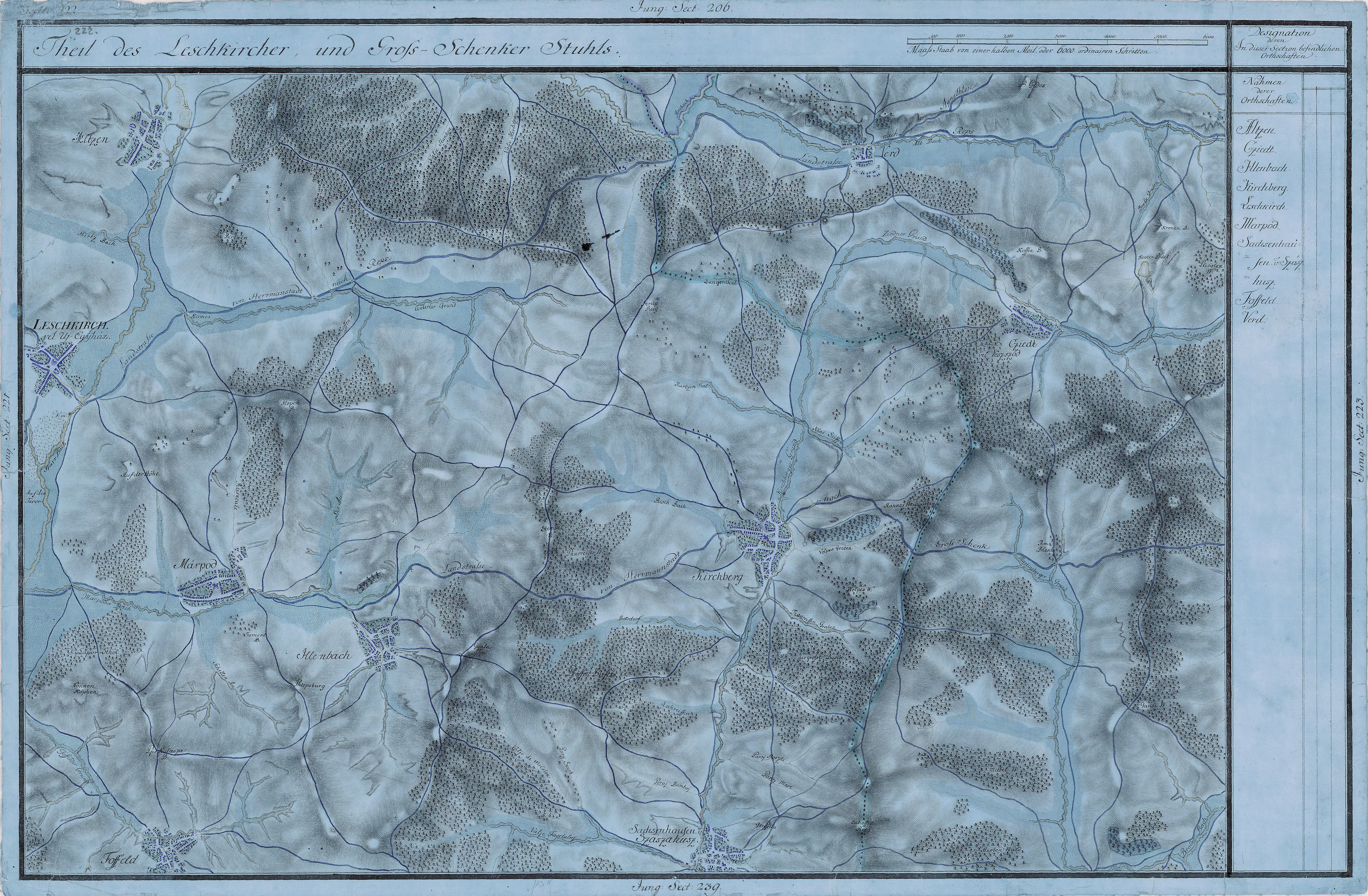
Săsăuş în Harta Iosefină a Transilvaniei, 1769-1773

## Obiectiv memorial
Monumentul Eroilor Români din Al Doilea Război Mondial. Troița a fost dezvelită în anul 1960, pentru cinstirea memoriei eroilor români din Al Doilea Război Mondial. Monumentul are o înălțime de 4 m și este realizat din beton mozaicat, iar împrejmuirea este sub forma unui șanț betonat prin care curge apa captată de la un izvor. Pe fațada monumentului se află înscris un text comemorativ, dedicat eroilor Gheorghe Rusu și Banda Valeriu, căzuți pe frontul sovietic, în 1941, respectiv în 1942: „Trecătorule oprește-te și te roagă o clipă pentru sufletul meu care s-a stins în luptele viforoase din Rusia, pentru liniștea ta, a urmașilor tăi și a țării noastre“. Un alt text comemorativ este dedicat eroului Albu Gheorghe: „Din Zei de eram scoborâtori/ Cu o moarte tot eram datori/ Dar cred, se roagă copiii/ Noi liberi pe ei i-am făcut“.

## Monumente istorice
- Biserica „Adormirea Maicii Domnului”, pictată de frații Grecu.

## Galerie imagini

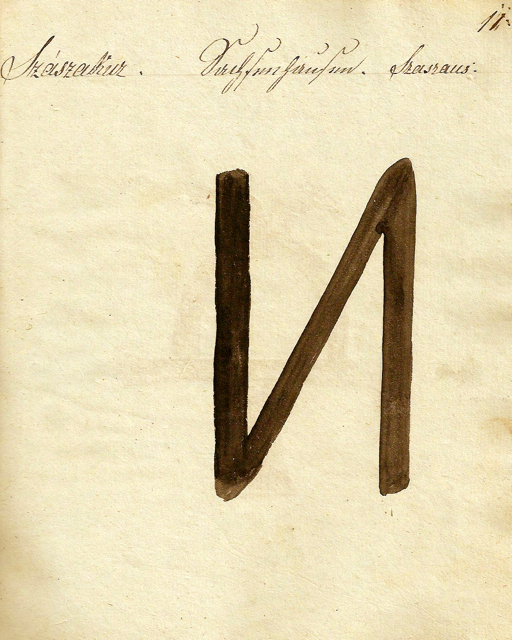
1826 - Danga pentru vitele din Săsăuş
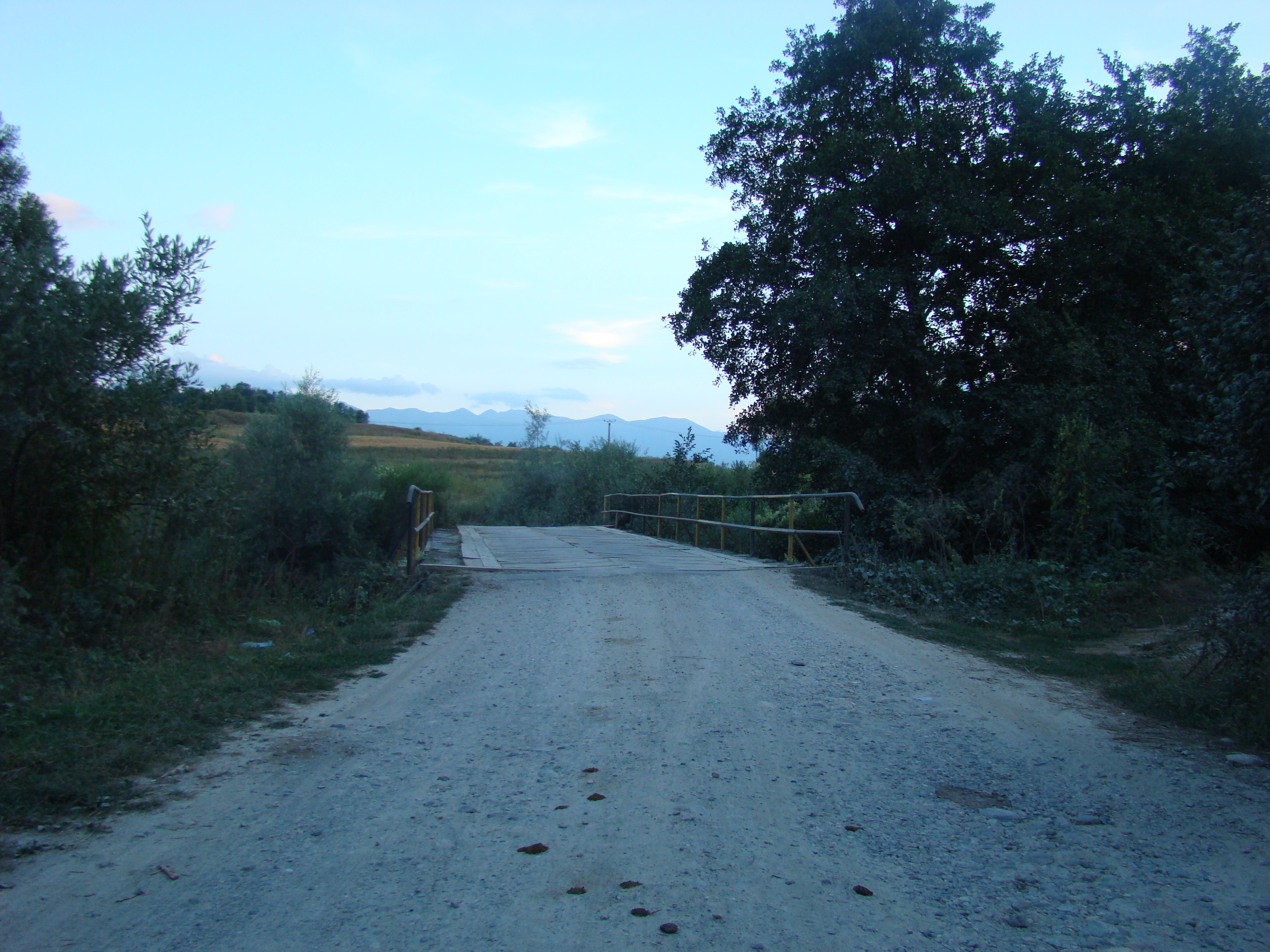
Drumul Nou Român-Săsăuș
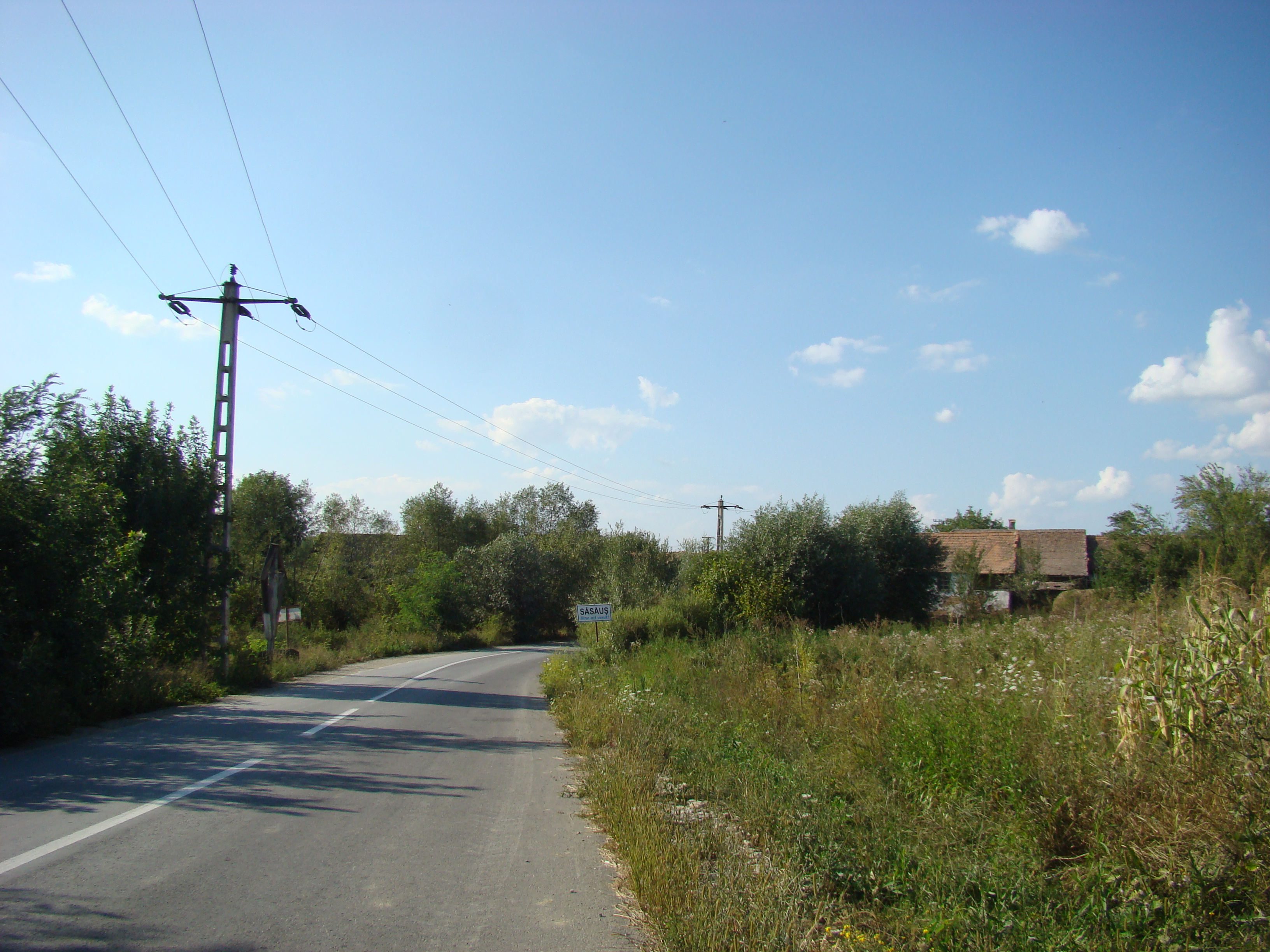
Intrarea în localitate
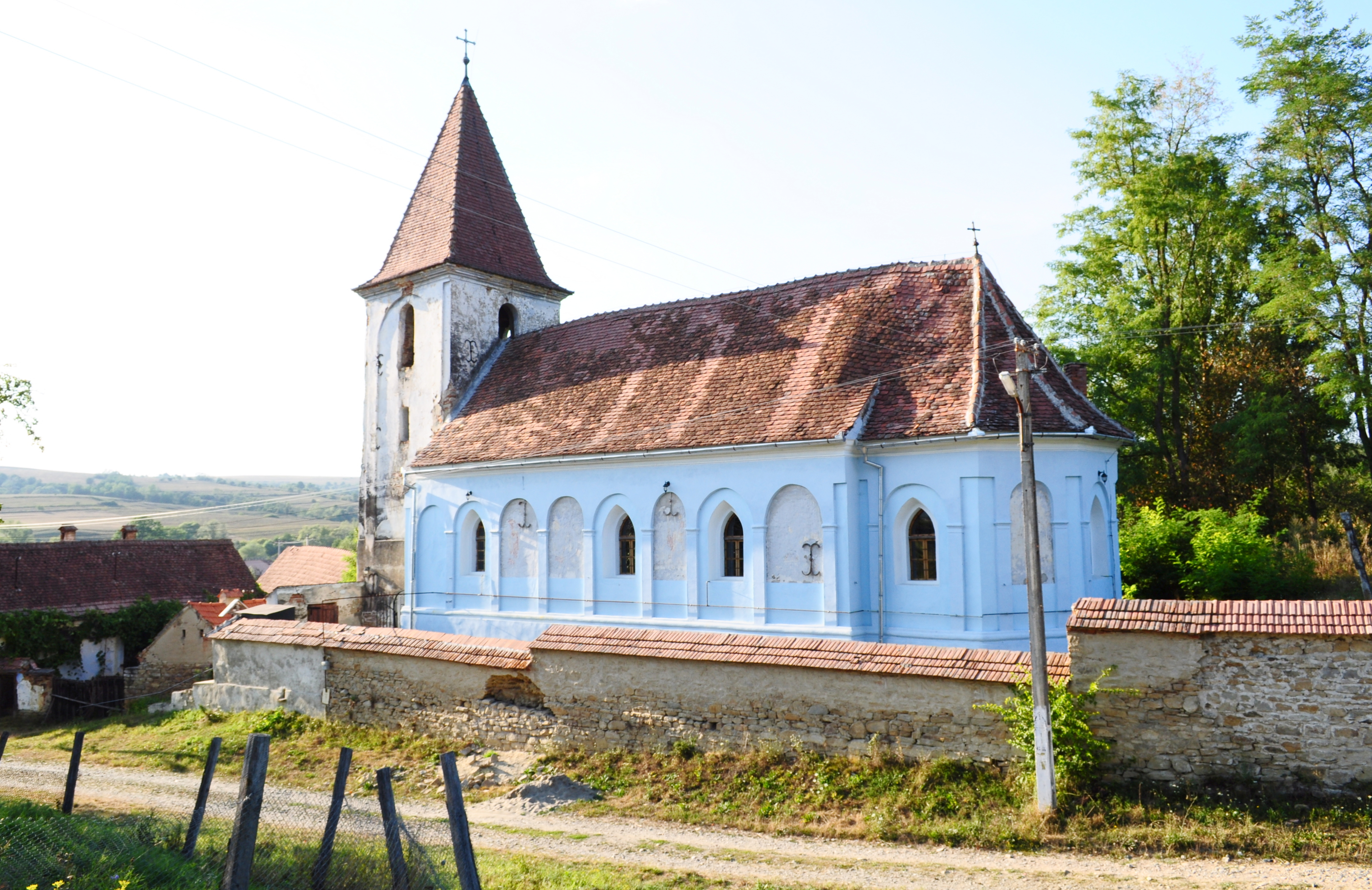
Biserica „Adormirea Maicii Domnului”
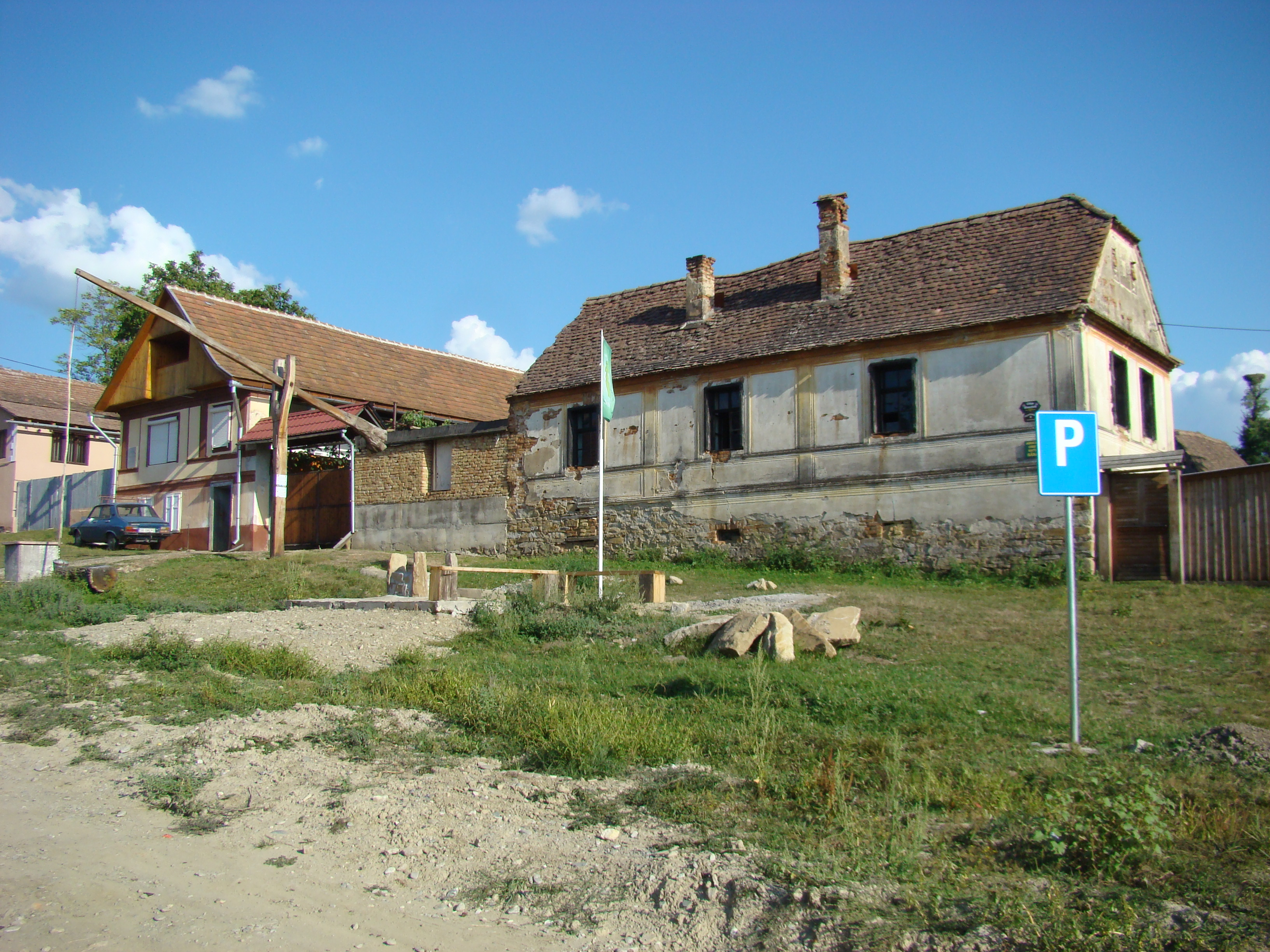
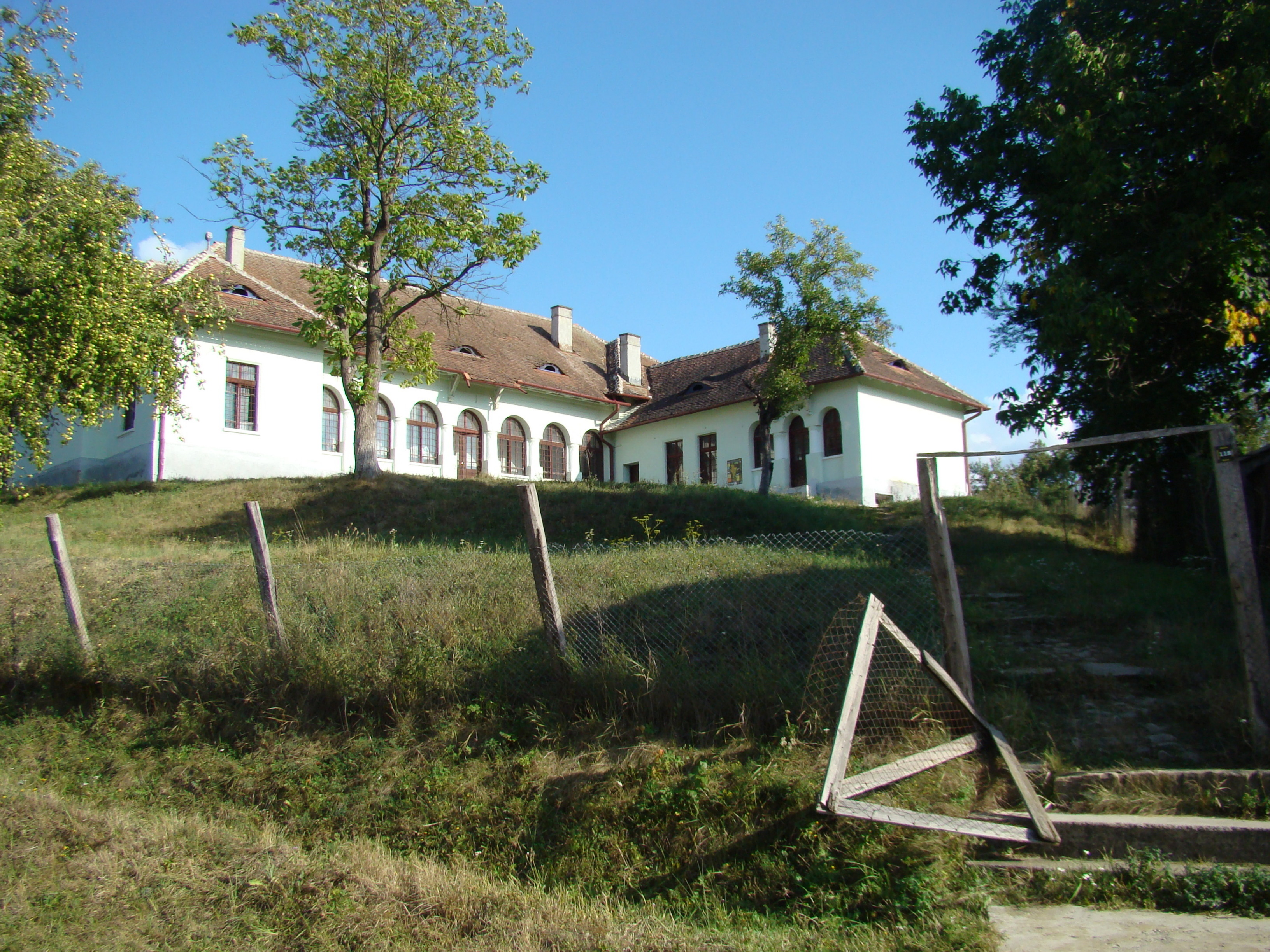
Școala
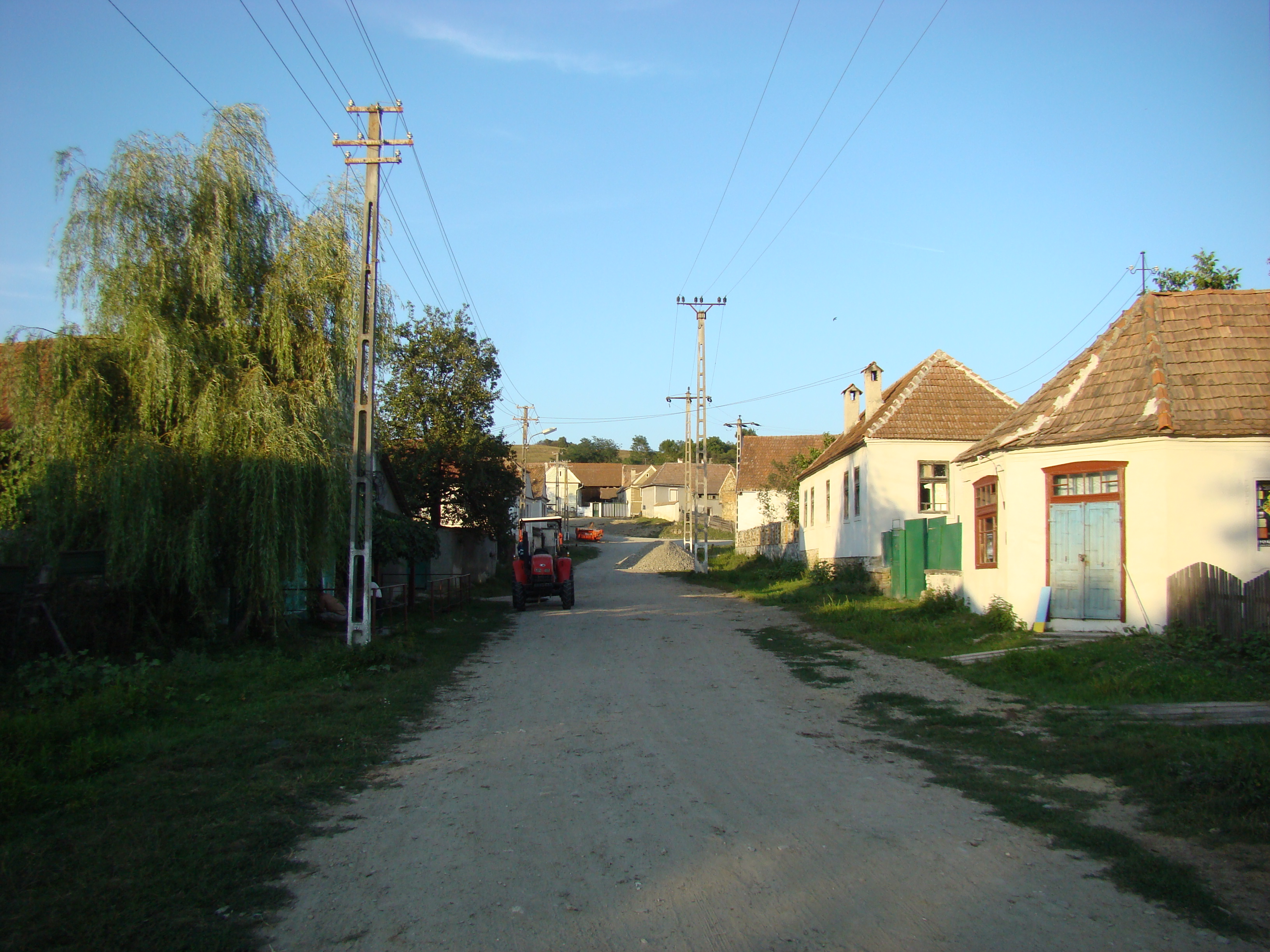
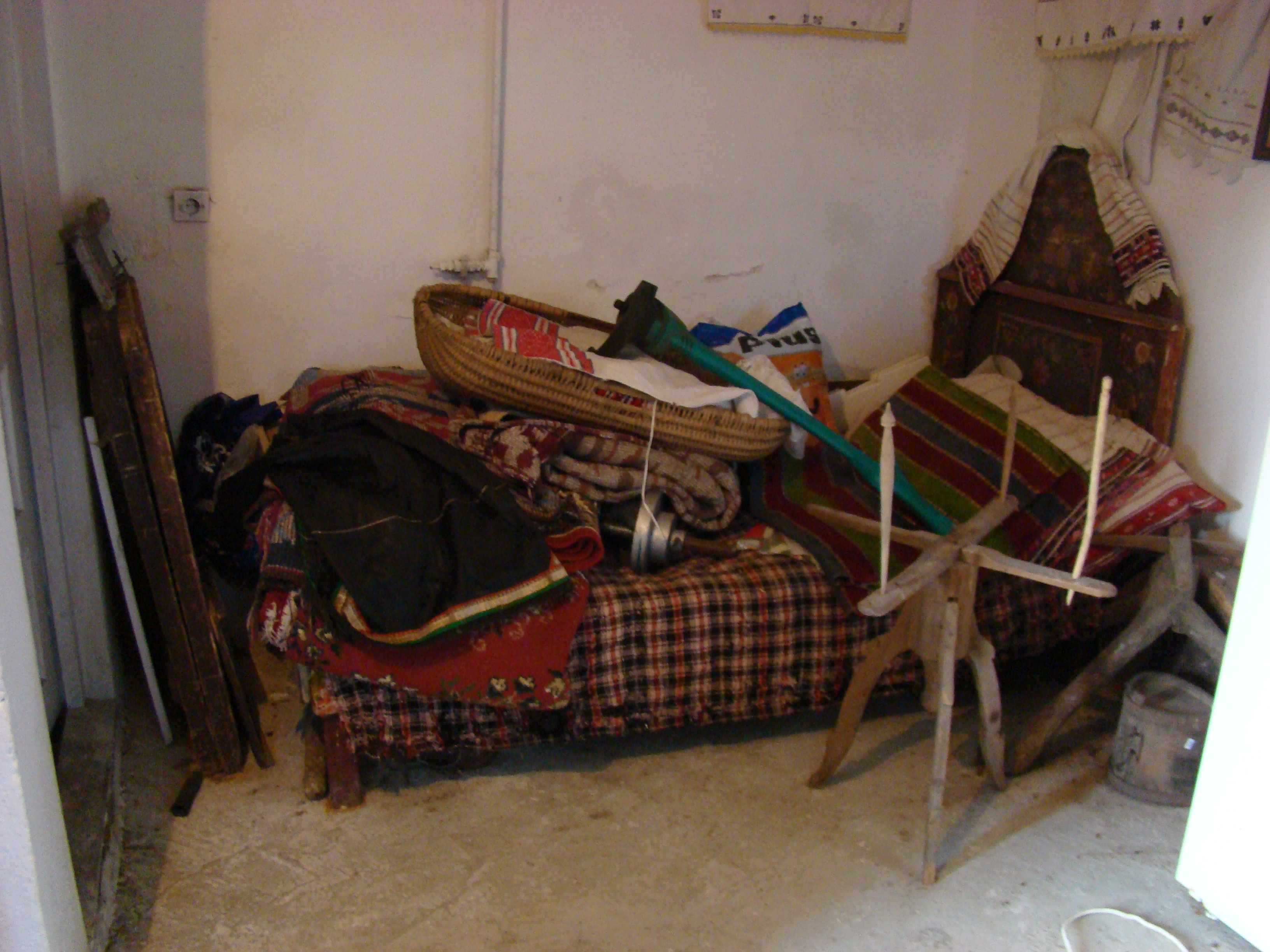
Micul muzeu etnografic
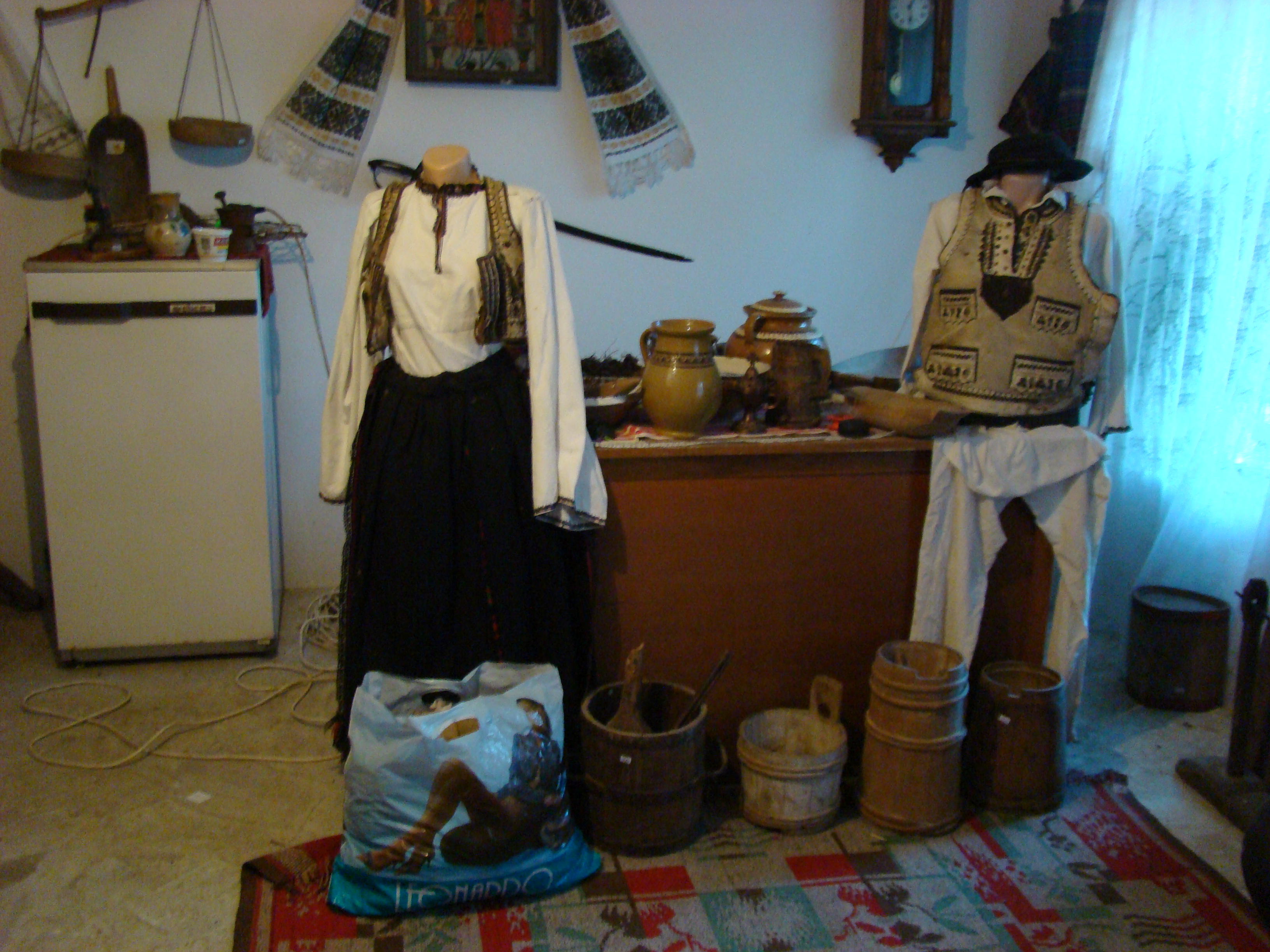
Micul muzeu etnografic
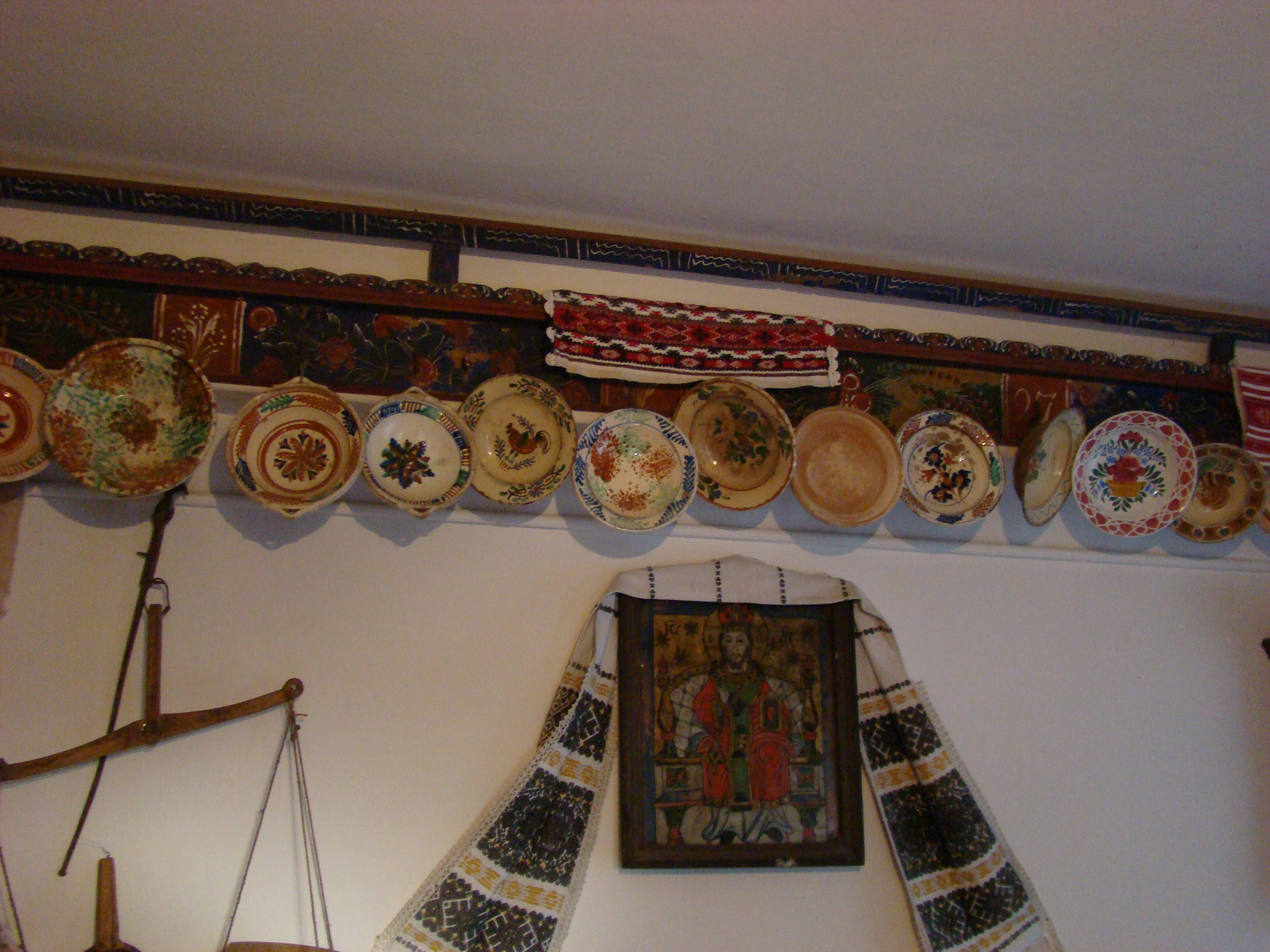
Micul muzeu etnografic
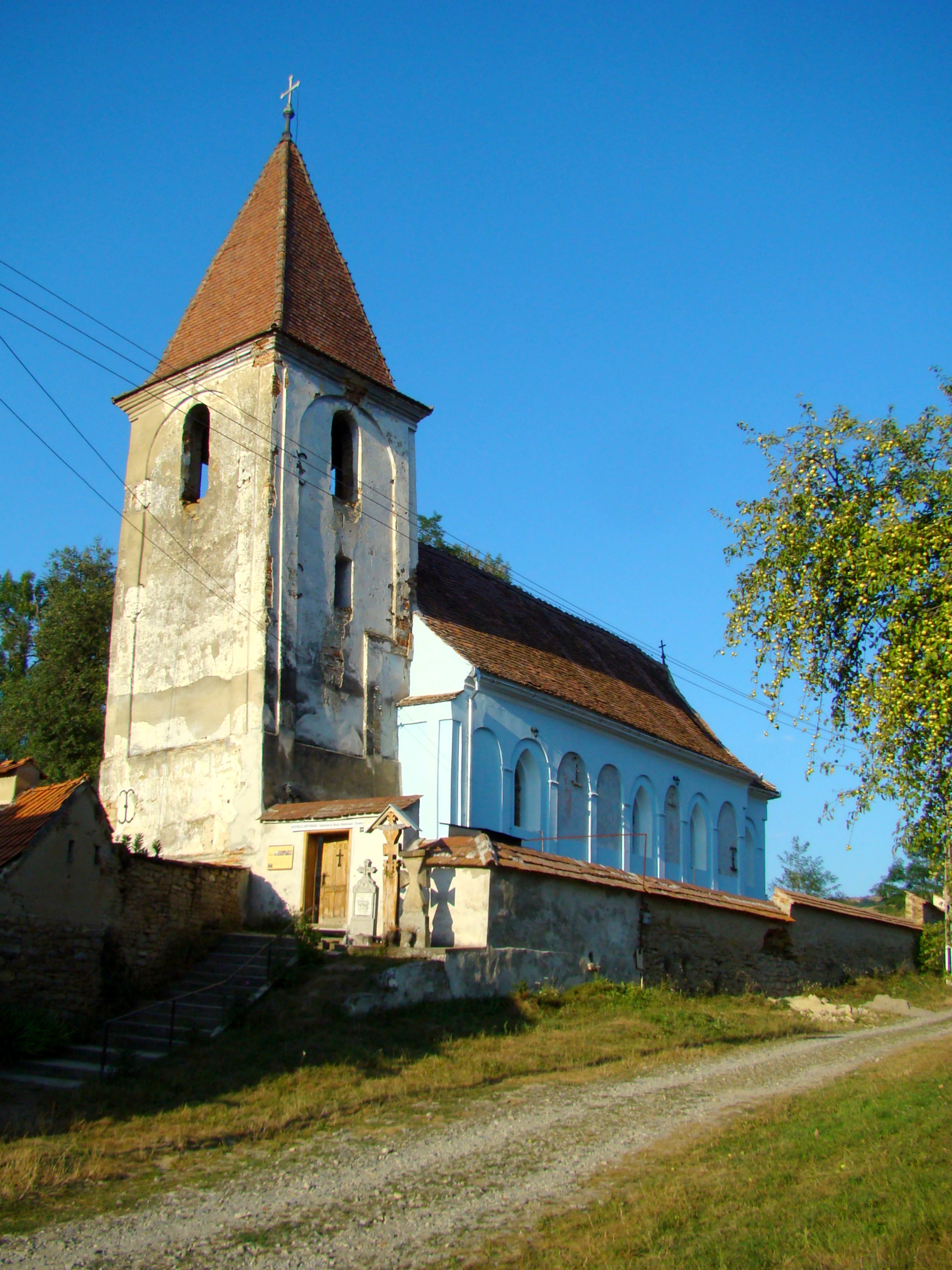
Biserica „Adormirea Maicii Domnului”
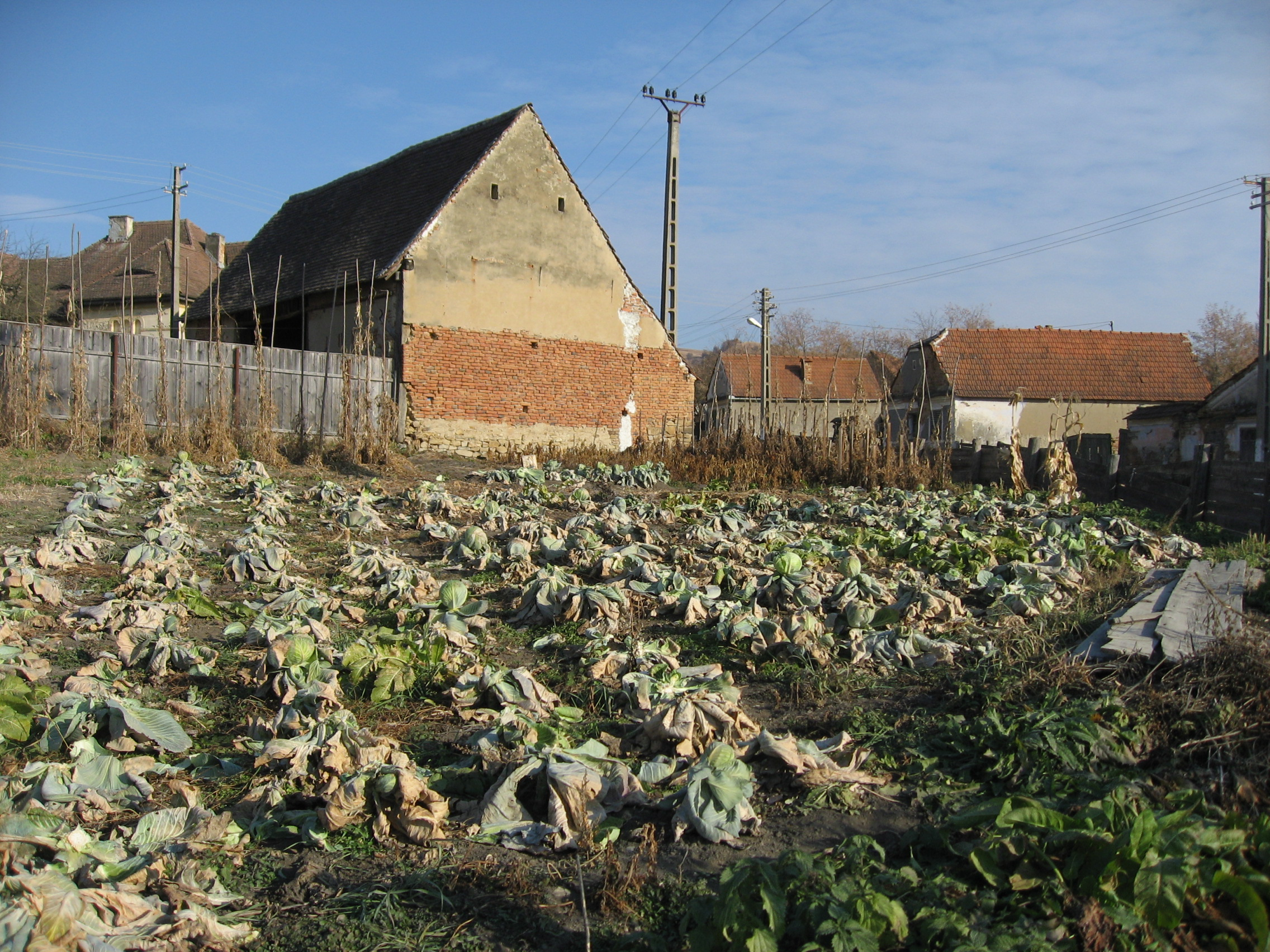